# Outeiro Grande (Assentiz, Torres Novas)
Outeiro Grande és un llogaret del centre de Portugal, pertanyent al municipi de Torres Novas, freguesia d'Assentiz (Torres Novas).
L'antic terme alteio significa 'alt', oiteiro designa una petita muntanya, o turó, i d'ací ve l'origen d'aquest nom d'Outeiro, anomenat Grande, només per distingir-se de l'altre, situat al seu davant, que es designa Pequeno.
Outeiro Grande, modest llogaret del municipi de Torres Novas, pertany a la freguesia d'Assentiz localitzada al nord del municipi. El llogaret és circumdat pels llogarets d'Outeiro Pequeno, pertanyent també a Assentiz, Vila do Paço i Vargos, pertanyents a la freguesia de Paço i la localitat designada per Mata, pertanyent a la freguesia de Chancelaria.
Torres Novas és una ciutat portuguesa dins el districte de Santarém, regió Centre i subregió del Tejo Mitjà. És seu d'un municipi amb 269,50 km² d'àrea i 454.456 habitants el 2011, subdividit de les 17 freguesies: Alcorochel; Assentiz; Brogueira; Chancelaria; Lapas; Meia Via; Olaia; Paço; Parceiros d'e Igreja; Pedrógão; Riachos; Ribeira Blanca; Salvador; Santa Maria; Santiago; Sâo Pedro; Zibreira.
La freguesia d'Assentiz és delimitada per les de Chancelaria i Paço. La constitueixen aquests llogarets: Assentiz; Alvorão; Beselga de Baixo; Beselga de Cima; Carvalhal do Pombo; Casais da Igreja; Casal da Fonte; Casal das Pimenteiras; Charruada; Fungalvaz; Moreiras Grandes; Moreiras Pequenas; Outeiro Grande; Outeiro Pequeno; Vales de Baixo; Vales de Cima.

## Patrimoni

### Santuari de Nossa Senhora de Lourdes
El Santuari de Nossa Senhora de Lourdes queda situat a la vora de la carretera nacional que connecta Torres Novas amb Ourém.
Nossa Senhora de Lourdes va ser erigida al cim més alt del llogaret d'Outeiro Grande, denominat Camincha-Fé.
El santuari es troba en una superfície amb prop de 500 m² de terreny i aproximadament 142 m d'altitud per sobre del nivell de la mar.
El Santuari de Nossa Senhora de Lourdes va ser inaugurat a 25 d'abril de 1909.
A l'interior de la capella hi ha un ampli altar conciliar de pedra de 3 X 0,90 metres i dos graons en tota la volta, datat del 1960. El monument de Nossa Senhora de Lourdes se situa entre la capella i el creuer, té un total de 22 m de perímetre basilar, amb la inscripció en llatí: "LUCE SPLENDIDA FULGEBIS ET OMNES FINES RERRÆ ADORABUNS ET – Tob., XIII".

### Capella de Santo Estêvão
La capella de Santo Estêvão queda situada al bell mig del llogaret, junt al carrer del Camp de Santo Estêvão.
No se sap del cert quan va ser construïda, però es pensa que l'any 1759 ja existiria, com sembla corroborar-se en el llibre Memòries Parroquials de 1758; aquest any, el rector de la parròquia Francisco dos Santos, comenta: "...És a la mateixa part el lloc d'Outeiro Grande, amb la seua ermita de Santo Estêvão, que és del poble, també amb el seu capellà. “

### Font Nova
La construcció de la “Font Nova” a Outeiro Grande la realitzà la Cambra Municipal de Torres Novas al 1934. Un panell redó de taulellets indica la data de construcció: “CMTN – Millores rurals –1934”. Una font abundant on en altres temps la població d'Outeiro Grande anava a buscar aigua per al consum.
L'abril de 1935, la població va sol·licitar al municipi la construcció de safareigs, obra de més necessitat que la font. “Ja es troben concloses les obres de la nostra font. Bo seria que la Cambra de Torres Novas, que tantes millores ha fet al municipi, dugués a efecte en un curt termini la construcció dels safareigs, que són encara de major necessitat que la font. Ve ara l'estiu, en què aquesta falta s'acostuma a sentir moltíssim”.
Passats 14 anys, l'obra encara no s'havia fet.
Després de molta insistència, se'n construïren a la part posterior de la font. Un enorme tanc rectangular amb prop de 7 metres de llarg i 2 d'amplària, amb 23 pedres.

### Embassament de subsistema d'Outeiro Grande
L'embassament de subsistema d'Outeiro Grande per molts designat “dipòsit d'aigua” està situat junt al Santuari de Nossa Senhora de Lourdes al lloc més alt del llogaret. El subsistema de proveïment té capacitat per a 200m3 d'aigua provinent del riu Zêzere (torre de captació de l'albufera de Castelo de Bode - EPAL), que abasteix les localitats de Cabeço de Soudo, Carvalhal do Pombo, Outeiro Grande, Outeiro Pequeno i Vargos, mentre que una part de l'aigua es transfereix a l'embassament de Rendufas (sistema de Mata).

### Trobada d'Outeirenses
Es realitza la diada de Portugal, de Camões i de les comunitats portugueses, el 10 de juny des de l'any de 2004. Aquest esdeveniment se celebra amb venda d'artesania, quermesses, i amb jocs tradicionals.